# Edgar Malakian
Edgar Malakian (orm. Էդգար Մալաքյան, ur. 22 września 1990 w Erywaniu) – piłkarz ormiański grający na pozycji pomocnika.

## Kariera klubowa
Malakian jest wychowankiem klubu Pjunik Erywań. Do kadry pierwszego zespołu awansował w 2007 roku jako 17-latek i w tamtym sezonie zadebiutował w rozgrywkach pierwszej ligi ormiańskiej. Już w debiutanckim sezonie wywalczył z Pjunikiem tytuł mistrza Armenii. W 2008 roku stał się podstawowym zawodnikiem Pjunika. W latach 2008–2010 wywalczył trzy kolejne tytuły mistrzowskie. Wraz z Pjunikiem zdobył też dwa Puchary Armenii w latach 2009 i 2010 oraz superpuchar tego kraju w 2009 roku.
W 2012 roku Malakian przeszedł do Viktorii Pilzno. Zadebiutował w niej 29 lipca 2012 w wygranym 3:0 domowym meczu z FC Hradec Králové. W 2013 roku został najpierw wypożyczony do Dynama Czeskie Budziejowice, a następnie do Bananca Erywań. Latem 2014 został piłkarzem Alaszkertu Erywań. 22 lutego 2016 podpisał kontrakt z ukraińskim klubem Stal Dnieprodzierżyńsk. 23 stycznia 2018 przeniósł się do kazachskiego Żetysu Tałdykorgan.
| Sezon   | Klub                        | Kraj    | Rozgrywki         | Mecze | Bramki |
| ------- | --------------------------- | ------- | ----------------- | ----- | ------ |
| 2007    | Pjunik Erywań               | Armenia | Bardzragujn chumb | 1     | 0      |
| 2008    | Pjunik Erywań               | Armenia | Bardzragujn chumb | 27    | 2      |
| 2009    | Pjunik Erywań               | Armenia | Bardzragujn chumb | 24    | 3      |
| 2010    | Pjunik Erywań               | Armenia | Bardzragujn chumb | 22    | 6      |
| 2011    | Pjunik Erywań               | Armenia | Bardzragujn chumb | 28    | 1      |
| 2012/13 | Pjunik Erywań               | Armenia | Bardzragujn chumb | 7     | 0      |
| 2012/13 | Viktoria Pilzno             | Czechy  | Gambrinus liga    | 6     | 0      |
| 2012/13 | Dynamo Czeskie Budziejowice | Czechy  | Gambrinus liga    | 5     | 0      |
| 2013/14 | Bananc Erywań               | Armenia | Bardzragujn chumb |       |        |

## Kariera reprezentacyjna
W reprezentacji Armenii Malakian zadebiutował 12 sierpnia 2009 roku w przegranym 1:4 towarzyskim meczu z Mołdawią. Obecnie rywalizuje z Armenią o awans do Mundialu 2014.